# Alan Johnson
Pour les articles homonymes, voir Alan Johnson (homonymie) et Johnson.
Alan Arthur Johnson, né le 17 mai 1950 à Paddington, est un homme politique britannique travailliste.

## Biographie
Scolarisé au Sloane Grammar School à Pimlico, il mène une carrière comme facteur avant d'être élu secrétaire-général de l'« Union of Communication Workers ». En cette période il soutenait la tendance marxiste. 
Membre du « National Executive Committee » du Parti travailliste, en 1997 il est élu député au Parlement britannique à la circonscription de Hull West & Hessle.
Il est ensuite plus à droite du Parti travailliste et fait partie des gouvernements de Tony Blair et de Gordon Brown, où il occupe notamment la fonction de secrétaire à l’Intérieur du 5 juin 2009 jusqu'aux élections générales britanniques de 2010.
Le 8 octobre 2010, il est nommé « chancelier de l'Échiquier fantôme » - critique travailliste du ministre des finances - par le nouveau chef du Parti travailliste, Ed Miliband. À la surprise de la presse britannique, il démissionne le 20 janvier 2011 pour « raisons personnelles ». 
Il est aussi, de 2003 à 2017, un des conseillers privés de Sa Majesté.
En 2017, il décide de quitter la politique lors des élections générales.
En janvier 2020, il est le deuxième participant de la 1re saison de The Masked Singer UK à être éliminé. Il se cachait sous le masque du pharaon.